# Nordica

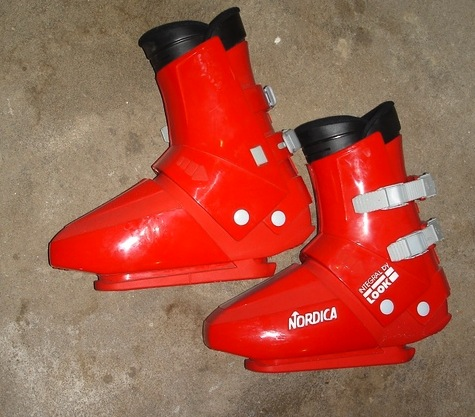
Buty narciarskie firmy Nordica

Nordica – włoski producent sprzętu narciarskiego z siedzibą w Giaverze del Montello.
Firma została założona w 1939 roku przez braci Adriana oraz Oddonego Vaccarich. Po II wojnie światowej rozpoczęła produkcję obuwia narciarskiego, ponadto produkowała również buty do wspinaczki wysokogórskiej. Pierwszym znanym sportowcem kojarzonym z marką został w latach 50. XX wieku włoski mistrz olimpijski Zeno Colò. W latach 60. XX wieku rozpoczęto produkcję butów z poliuretanów. Kolejne lata to ekspansja firmy, związana z tworzeniem oddziałów zagranicznych: w Stanach Zjednoczonych (na mocy porozumienia z firmą Rossignol), Austrii, Japonii, Szwajcarii, Francji i Niemczech. W latach 70. Nordica produkowała około 2 000 000 par butów narciarskich rocznie. W 2003 roku firma Nordica została wykupiona przez grupę kapitałową Tecnica.
Obecnie firma oferuje narty do narciarstwa alpejskiego i dowolnego, buty narciarskie oraz akcesoria (plecaki, pokrowce na narty).

## Niektórzy sportowcy używający sprzętu Nordiki
- Felix Neureuther
- Viktoria Rebensburg
- André Myhrer
- Dominik Paris
- Fritz Dopfer
- Mattias Hargin
- Matts Olsson
- Michał Jasiczek